# Макома Лекалакала
Макома Лекалакала — південноафриканська екологічна активістка, директор Йоганнесбурзького відділення Earthlife Africa.

## Життєпис
У 2018 році Макома Лекалакала разом з Ліз МакДейд отримала екологічну премію Голдмана за юридичну боротьбу за припинення відродження цивільної ядерної програми Південної Африки. У квітні 2017 року Суд Кейптауна остаточно призупинив дію угоди про співпрацю, підписану Південною Африкою з Росією, США та Південною Кореєю щодо програми будівництва шести-восьми додаткових ядерних реакторів (South Africa Sud вже має єдині дві атомні електростанції на африканському континенті, в Коберзі).
Незадовго до цього у березні 2017 року, організація Earthlife Africa отримала від суду Преторії запит, що вона вимагає провести серйозне дослідження впливу на навколишнє середовище до будівництва вугільної електростанції потужністю 1200 мегават у провінції Лімпопо на півночі країни.
І Макома Лекалакала, і Ліз МакДейд проводили кампанії проти режиму апартеїду в 1980-х роках.